# Чивітанова-Марке
Чивітанова-Марке (італ. Civitanova Marche) — муніципалітет в Італії, у регіоні Марке,  провінція Мачерата.
Чивітанова-Марке розташована на відстані близько 190 км на північний схід від Рима, 40 км на південний схід від Анкони, 23 км на схід від Мачерати.
Населення — 41 778 осіб (2014).

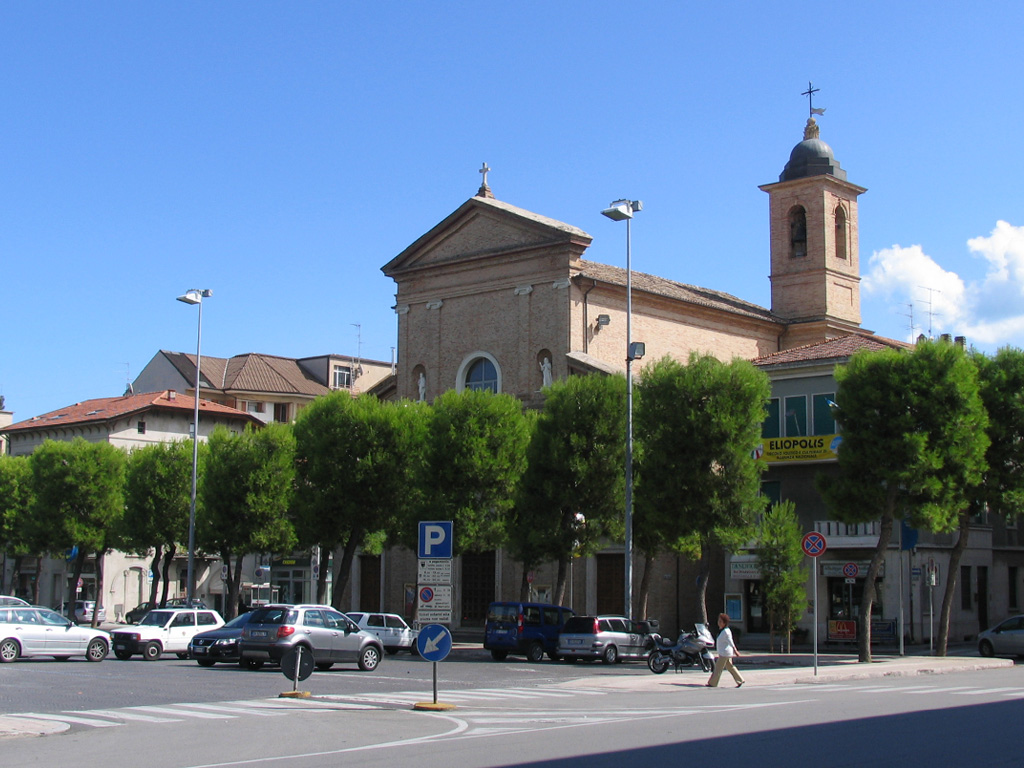
Церква Сан-П'єтро-Апостоло

Щорічний фестиваль відбувається 18 серпня. Покровитель — San Marone.

## Демографія
Населення за роками:

Станом на 1 січня 2023 року в муніципалітеті офіційно проживало 3909 іноземців з 92 країн, серед них 801 громадянин країн Євросоюзу та 292 громадяни України.

## Сусідні муніципалітети
- Монтекозаро
- Порто-Сант'Ельпідіо
- Потенца-Пічена
- Сант'Ельпідіо-а-Маре

## Міста-побратими
- Езіне, Італія (1989)
- San Martín[en], Аргентина (1990)
- Шибеник, Хорватія (2002)
- Ґміна Скавіна, Польща (2005)